# Cynanchum morilloi
Cynanchum morilloi là một loài thực vật có hoa trong họ La bố ma. Loài này được P.T.Li mô tả khoa học đầu tiên năm 1993.